# 卡洪 (科羅拉多州)
卡洪（英語：Cahone）是位於美國科羅拉多州多洛雷斯縣的一個非建制地區。該地的面積和人口皆未知。

## 地理
卡洪的座標為37°39′39″N 108°48′01″W / 37.66083°N 108.80028°W，而該地的平均海拔高度為2036米（即6680英尺）。